# Q (журнал)
Q — британский музыкальный журнал, издававшийся ежемесячно с 1986 по 2020 годы. По состоянию на июнь 2007 года тираж составлял более 130 тысяч, к 2020 году тираж составлял 28 359 экземпляров.

## История
Основан в 1986 году Марком Элленом (англ. Mark Ellen) и Дэвидом Хепуортом (англ. David Hepworth). В противовес популярной музыкальной прессе (NME, Melody Maker) журнал был адресован прежде всего меломанам среднего и старшего возраста и сделан был по образцу раннего Rolling Stone. Первое время журнал имел подзаголовок: «The modern guide to music and more» и назывался Cue (от «cueing a record» — «готовя пластинку к воспроизведению»), но вскоре заголовок был изменён (во избежание путаницы: так же назывался журнал о снукере).
Последний выпуск журнала вышел 28 июля 2020 года, на его обложке были изображены поставленные в вертикальную стопку номера Q с заголовком: Встречаться с людьми просто. Приключения с легендами 1986—2020. Причиной закрытия стала эпидемия коронавируса, экономические последствия от которой усилили имевшиеся тенденции рынка печатной прессы.
Главной особенностью журнала Q был обширный раздел альбомных рецензий, использовавший пятизвёздочную систему оценки. Как и другие издания, в XXI веке журнал публиковал компиляционные списки («The 100 Greatest albums», «100 Greatest '100 Greatest' Lists»), самым популярным из которых оказался «50 bands to see before you die». Редакция журнала ежегодно присуждала награды лучшим исполнителям — Q Awards.